# Académie militaire Alexandre Mojaïski
L'Académie militaire d'ingénierie spatiale Alexandre Mojaïski (en russe : Военно-космическая академия имени А. Ф. Можайского) est une école militaire supérieure fondée comme 2e corps de cadets par Pierre Ier de Russie le 16 janvier 1712 à Moscou. Elle est déplacée à Saint-Pétersbourg en 1719. Elle est reconnue le 22 septembre 1994 (arrêté du ministère de la Défense de la fédération de Russie no 311) comme étant la source de nombreuses écoles d'ingénieurs et d'ingénieurs militaires. Depuis 1955, l'établissement porte le nom d'Alexandre Mojaïski, un inventeur et précurseur de l'aviation russe.

## Empire russe
- École du génie militaire 
  - 16 janvier 1712, décret de Pierre Ier de Russie no 2467 « art : 17 École de génie créée comme suit : en Russie maîtriser l'enseignement des figures, de l'arithmétique, de la géométrie pour l'ingénieur et pour les sciences des fortifications»
  - 17 mars 1717, décret de Pierre Ier de Russie no 3300 déplacement de l'école à Saint-Pétersbourg.
- École d'artillerie et ingénierie pour nobles.
  - 12 mai 1758 mise en place de l'école.
  - 1761 connexion de l'école d'ingénieur et de celle d'artillerie.
- École de cadets d'artillerie et ingénierie pour nobles.
  - 25 octobre 1762 conversion en une école de cadets pour gentilshommes, premier directeur : Lt-colonel M.I. Mordvinov.
- 2e corps des cadets.
  - 10 mars 1800, ordonnance de Paul Ier de Russie pour la création d'un deuxième corps de cadets pour l'artillerie et le génie.
  - 21 mars 1805 Alexandre Ier de Russie confirme et porte à 1 000 le nombre de cadets et de 5 années de cours.
  - 1er janvier 1861 cours de physique et de chimie par Dmitri Mendeleïev.
- 2e haute école militaire.
  - 17 mai 1863 l'école de cadets est transformée en haute école militaire.
- 2e corps des cadets.
  - 22 juin 1882 conversion de l'école militaire en 2e corps des cadets.
- 2e corps des cadets de l'empereur Pierre le Grand.
  - 16 janvier 1912 en reconnaissance de la haute valeur et des mérites de son activité, l'école a été reçu le nom de Pierre le Grand.

## RSFRS
- 4e école soviétique d'entraînement de l'infanterie de Pétrograd.
  - février 1918 est installée la 4e école soviétique d'entraînement de l'infanterie Pétrograd dans les locaux de l'école de cadets no 2.
  - 24 mai 1919 à Kiev est formée une école d'aéronautique, en septembre déménagée à Moscou et enfin installée à Pétrograd en mai 1921.

## URSS
- École militaro-technique V.V.S de Léningrad de l’Armée rouge.
  - juin 1924, l'école militaro-technique a été rebaptisée école technique de Léningrad de la force aérienne de l'Armée rouge.

## Fédération de Russie
- Institut militaire Mojaïski d'ingénierie spatiale (Mozhaïsky en transcription anglaise).
  - 21 décembre 1991 l'institut Mojaïsky de la bannière rouge de génie militaire est rebaptisé Institut militaire d'ingénierie spatiale Mojaïski.